# Guevaria
Ellenbergia, rod glavočika iz podtribusa Critoniinae, dio tribusa Eupatorieae. Jedina vrsta je endem E. glandulata iz Perua

## Opis
Rod Guevaria uključuje 4 zeljaste vrste (danas 5) iz Ekvadora i Perua. Ističe se po polegnutom, višegodišnjem habitusu, ostacima prašnika i golim, bezpapusnim cipselama.

## Vrste
1. Guevaria alvaroi R.M.King & H.Rob.
2. Guevaria loxensis (S.F.Blake & Steyerm.) R.M.King & H.Rob.
3. Guevaria micranthera H.Rob.
4. Guevaria sodiroi (Sodiro) R.M.King & H.Rob.
5. Guevaria vargasii (I.C.Chung) R.M.King & H.Rob.

## Sinonimi
Nema.